# Herb Korelicz
Herb Korelicz – jeden z symboli Korelicz nadany miejscowości 1 grudnia 2004 dekretem prezydenta Białorusi Alaksandra Łukaszenki.
Jest również herbem rejonu korelickiego.

## Opis herbu
Na tarczy hiszpańskiej na błękitnym polu dwa złote pasy, na których widnieje siedem niebieskich kwiatów lnu na zielonych szypułkach (cztery kwiaty na górnym pasie, trzy na dolnym).

## Znaczenie
Pasy nawiązują do historii Korelicz, które od XVIII w. były znane z manufaktury tkackiej, założonej przez wojewodę wileńskiego i hetmana wielkiego litewskiego Michała Kazimierza Radziwiłła. Zakład ten wytwarzał wysokojakościowe dywany, gobeliny i pasy kontuszowe, nieustępujące słynnym pasom słuckim. Złoty kolor pasów nawiązuje do złotych nici, którymi tkane były pasy korelickie, natomiast umieszczenie na nich kwiatów lnu do motywów kwiatowych, zdobiących pasy kontuszowe.
Len symbolizuje także współczesność Korelicz i ich okolic, których jedną z wiodących gałęzi gospodarki jest uprawa tej rośliny. Tym samym kwiat ten łączy zarówno przeszłość jak i teraźniejszość miejscowości, odwołując się do stałości, ciągłości pokoleń, przywiązania do tradycji, a także kreatywność i sukcesu w pracy.

## Historia
Herb zaprojektowali M. M. Jelinska i A. U. Leuczyk. Korelicka Rejonowa Rada Delegatów zatwierdziła projekt 26 czerwca 2003. Oficjalnie herb ustanowił prezydent Białorusi Alaksandr Łukaszenka dekretem z 1 grudnia 2004. 16 grudnia 2004 herb został zarejestrowany w Rejestrze Herbowym Republiki Białorusi.